# 安定・成長協定
安定・成長協定（あんてい・せいちょうきょうてい、英：the Stability and Growth Pact、SGP）とは、欧州連合の加盟国にとってまとめられた、欧州連合の経済通貨同盟を促進、維持していくための財政政策の運営に関する合意。
安定・成長協定は欧州連合の機能に関する条約の第121条および第126条ならびに関連する決定に根拠を有するものである。安定・成長協定では欧州委員会および欧州連合理事会によって加盟国の財政を監視することが定められており、違反国に対しては警告を発し、改善が見られない場合には制裁措置を実行することもうたわれている。
安定・成長協定は1997年に採択され、経済通貨同盟における財政規律の維持と強化が図られた。ユーロを導入しようとする国は欧州連合条約の収斂基準を満たさなければならず、また導入後も安定・成長協定によってそれらの基準を守り続けることになる。
ユーロ導入国が実際に満たすべき基準は以下のものである。
- 単年度の財政赤字額の比率が国内総生産 (GDP) の 3% を上回ってはならない（ここでいう財政とは、中央政府に限らず、地方政府などのすべての公共財政の合計を指す）。
- 国債残高が GDP の60%を下回っている。

安定・成長協定は1990年代半ばにドイツの連邦財務相テオドール・ヴァイゲルが提唱したものであった。ドイツは長らく低インフレーション政策を維持してきたが、その低インフレーション政策は1950年代以降のドイツの強力な経済発展を支える重要な役割を果たしてきた。ドイツ政府は、ヨーロッパ経済にインフレーション圧力をもたらすような政府の能力を抑制することになる安定・成長協定によって、低インフレーション政策の継続を確保しようとしていたのである。

## 批判
安定・成長協定は柔軟性に欠けており、毎年度で一律に適用するのではなく景気循環に適応させる必要があるという批判がある。このような批判を展開する立場では、景気低迷時に政府の財政支出を制限することで経済成長が阻害されるのではないかという懸念を持っている。ただこの立場とはまったく反対の批判もあり、安定・成長協定が柔軟すぎるという考え方もある。ケイトー研究所はグィード・カルリ国際社会科学自由大学経済学部教授のアントニオ・マルティーノの以下のような論文を紀要に掲載している。

（日本語試訳）新通貨の導入に伴う財政上の制限に対しては、都合の悪いものだという理由ではなく（そのような制限は自由主義の秩序において必要な要素であると私は考える）、効果的ではないという理由で批判しなければならない。この理由が用いられなければならないのは、多くの国が財政赤字を対 GDP 比率で 3% 以内に抑えなければならないという要件を達成するために巧妙な「粉飾決算」を行なったことや、一部の国がユーロ・クラブ入りするや、財政に対する慎重さを放棄したことから証明されている。また、安定協定はドイツとフランスの求めによって骨抜きにされている。
—Antonio Martino,“Milton Friedman and the Euro”, Cato Journal, Vol. 28, No. 2 (Spring/Summer 2008), p. 266

欧州連合理事会において2002年のポルトガル、2005年のギリシャの事例に対して、制裁金は課されなかったものの懲罰措置にむけた手続きが開始されていたが、フランスとドイツに対しては制裁を課すことができず、安定・成長協定は一貫して適用されていないという点も批判の対象となった。2002年、欧州委員会委員長ロマーノ・プローディは安定・成長協定を「ばかげている」と評したが、欧州共同体設立条約により協定の規定を適用することがなおも求められた。
安定・成長協定はフランスやドイツという、皮肉にも協定の策定をもっとも強く推し進めていた両国のような大国に対して強制できないように規定している。このような大国は協定が定めるところの「過大な」赤字を数年度にわたって出し続けている。大国が制裁を受けない理由には欧州連合理事会におけるそれらの国々の影響力と持ち票数の多さが挙げられるが、これはつまり制裁を実行するには理事会の承認を要することが背景にある。また両国の有権者は欧州連合における自国の立場に関心が低いため、「名指しされて辱めを受ける」駆け引きに対して強く抵抗することや、小国と比べてユーロに対するこだわりが低いこと、大きい自国の経済に対して支出することに関して政府の役割が相対的に大きいということも制裁を免れる理由となっている。

## 改定
2005年3月、フランスとドイツの圧力を受けた経済・金融理事会において安定・成長協定の改定が合意され、規制の緩和が決定された。欧州中央銀行はこの改定について、柔軟な適用が効果的ではないという批判に応じ、協定の拘束力を強化したものだとしている。この改定では単年度赤字発行 3%、累積公債発行残高 60% という上限は残されたものの、ある国に対して債務が基準を超過していることを通告するにあたって、景気にあわせた財政動向、債務水準、景気低迷の期間、赤字発行による生産性向上の可能性といった指標を用いることが認められた。
改定された安定・成長協定は2005年3月22－23日の欧州理事会の会合において決定され、欧州連合理事会規則に組み込まれている。